# Douglas XB-43
Il Douglas XB-43 Jetmaster fu un bombardiere bimotore a getto realizzato dall'azienda statunitense Douglas Aircraft Company negli anni quaranta e rimasto allo stadio di prototipo.
L'XB-43 era uno sviluppo del XB-42, ottenuto sostituendo i motore a pistoni del precedente modello con due turbogetti General Electric J35 da 3 800 lbf (16,9 kN) di spinta.

## Storia del progetto

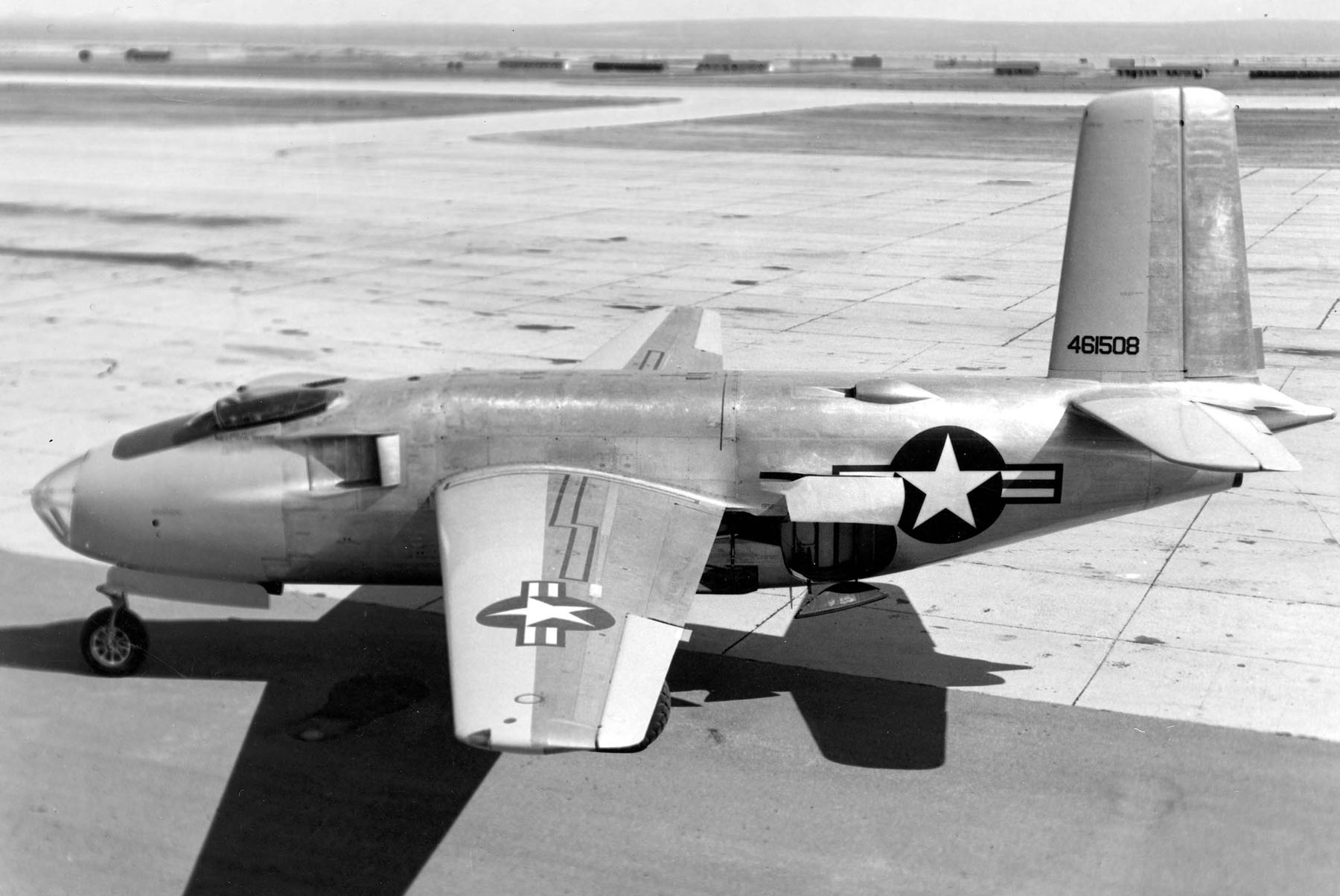
Vista laterale dell'XB-43

Con lo scopo di dotarsi al più presto di un bombardiere con propulsione a getto, l'USAAF, nel marzo del 1944, incaricò la Douglas di realizzare due prototipi di un nuovo velivolo, da sviluppare partendo dal precedente XB-42.
Sul piano teorico la trasformazione si prospettava piuttosto semplice in quanto consistente, sostanzialmente, nella sostituzione dei motori a pistoni (disposti nel terminale di coda) con quelli a reazione, nella modifica della fusoliera con l'adozione delle prese d'aria per i motori e nell'adeguamento degli impennaggi.
Al fine di completare l'opera nel minor tempo possibile, il primo prototipo del nuovo velivolo venne realizzato partendo dalla cellula dell'XB-42 impiegata per le prove statiche.
La trasformazione, tuttavia, non si verificò essere così facilmente realizzabile tanto che il completamento del prototipo subì ritardi considerevoli; la fine della guerra comportò, inoltre, il venir meno dell'urgenza di dotarsi del nuovo velivolo. Il primo volo dell'XB-43 ebbe così luogo il 17 maggio del 1946, ad oltre due anni di distanza dalla commessa iniziale.
A questo primo esemplare ne fece seguito solamente un secondo, consegnato nel maggio del 1947 al quale l'aeronautica statunitense (nel frattempo divenuta forza autonoma, USAF) assegnò (in ossequio allo sistema di designazione previsto) la codifica di YB-43.
Uno sviluppo rimasto allo stadio progettuale, prevedeva la realizzazione di una versione da attacco, per la quale era previsto che l'armamento fosse costituito da otto mitragliatrici da 0.5 in (12,7 mm) alloggiate nel cono di prua e da razzi disposti in rastrelliere sotto le semiali.

## Tecnica

### Struttura

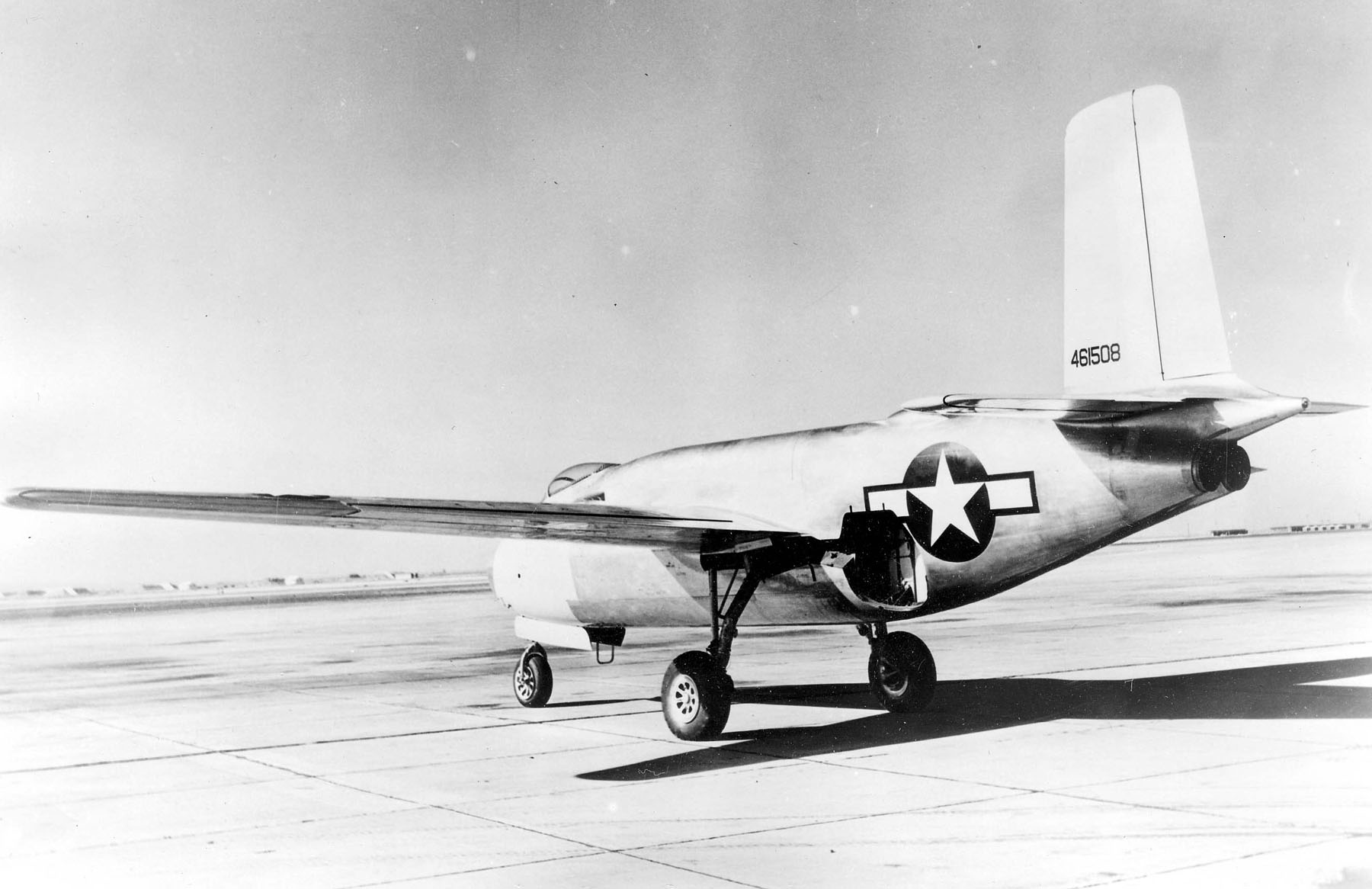
Vista posteriore dell'XB-43

Strutturalmente l'XB-43 era, ovviamente, identico al predecessore XB-42: monoplano con ala media con i motori disposti all'interno del tronco della fusoliera, che era destinata ad ospitare anche il vano bombe. Altre caratteristiche peculiari che vennero mantenute inalterate furono la cabina di pilotaggio (nell'insolita configurazione che prevedeva i due piloti disposti affiancati sotto due cupolini trasparenti separati), il cono di prua trasparente destinato ad ospitare il navigatore/bombardiere ed il carrello d'atterraggio di tipo triciclo anteriore con gli elementi posteriori che si ritraevano nei fianchi della fusoliera.
La presenza dei due turbogetto imponeva la creazione di prese d'aria: vennero ricavate sui fianchi della fusoliera, immediatamente alle spalle della cabina di pilotaggio.
L'ala era dritta, con leggera rastrematura verso le estremità, mentre gli impennaggi divennero di tipo tradizionale, costituendo in tal modo la principale differenza strutturale con l'XB-42, che invece impiegava un'inconsueta configurazione cruciforme.

### Motore
La motorizzazione installata all'origine sui due prototipi era costituita da due turbogetto General Electric J35 (in un secondo tempo divenuto Allison J35 in ragione dell'affidamento della costruzione in serie alla Allison Engine Company), capace di generare (nella versione iniziale) 16,9 kN di forza. Il J35 fu il primo turbogetto con compressore assiale impiegato dall'USAF.

### Armamento
L'armamento offensivo, contenuto in un vano bombe realizzato all'interno del tronco della fusoliera, avrebbe dovuto essere costituito da 6 000 lb di bombe mentre per la difesa era previsto solo l'impiego di due mitragliatrici da 0.5 in disposte in una torretta all'estremità di coda, telecomandata.

## Impiego operativo

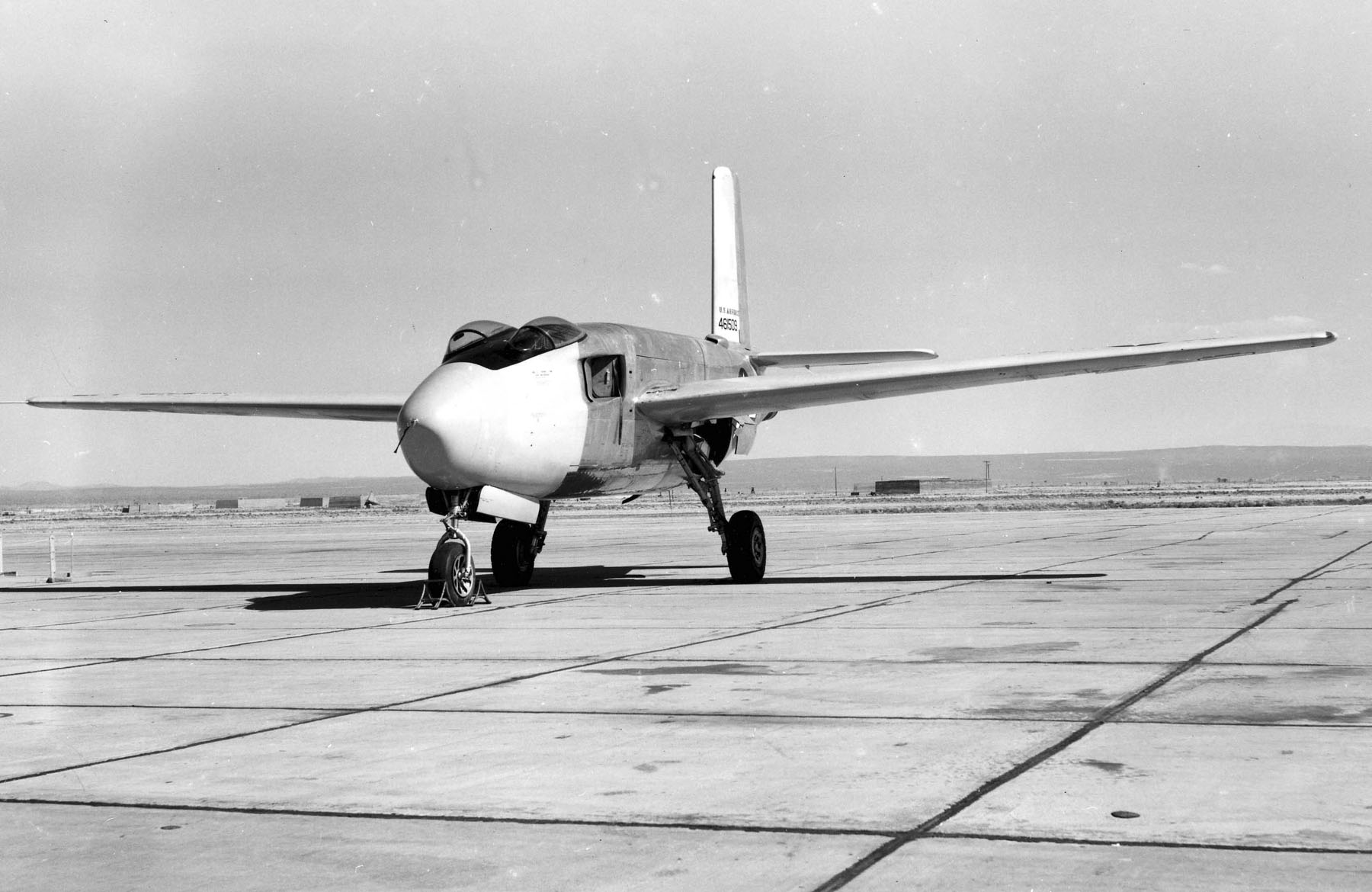
L'YB-43 con il muso rivisto, ancora privo delle finestrelle laterali.

Malgrado le prove in volo avessero evidenziato buone prestazioni l'XB-43 non superò mai la fase di prototipo.
I due esemplari costruiti vennero impiegati intensivamente per scopi sperimentali, in particolare al fine di testare in volo diversi motori di nuova realizzazione non di rado anche differenti uno dall'altro.
Nel febbraio del 1951 il primo esemplare costruito rimase danneggiato nel corso di uno dei voli di prova; venne quindi deciso di impiegarlo come fonte di pezzi di ricambio per il secondo velivolo.
Poiché nel corso delle prove si evidenziarono problemi strutturali al cono di prua (realizzato in polimetilmetacrilato), causati dalle variazioni di temperatura e pressione, il secondo esemplare del velivolo montava un cono realizzato in compensato, dotato di finestrelle laterali per il navigatore/bombardiere.
Il secondo esemplare di XB-43 venne impiegato fino al dicembre del 1953, facendo registrare oltre 300 ore di volo complessive.

## Esemplari attualmente esistenti
L'YB-43, secondo esemplare del progetto, volò fino a che non fu consegnato alla Smithsonian Institution nel 1954. Ora si trova nell'edificio Paul Garber del National Air and Space Museum a Suitland, Maryland.